# 2 Mai

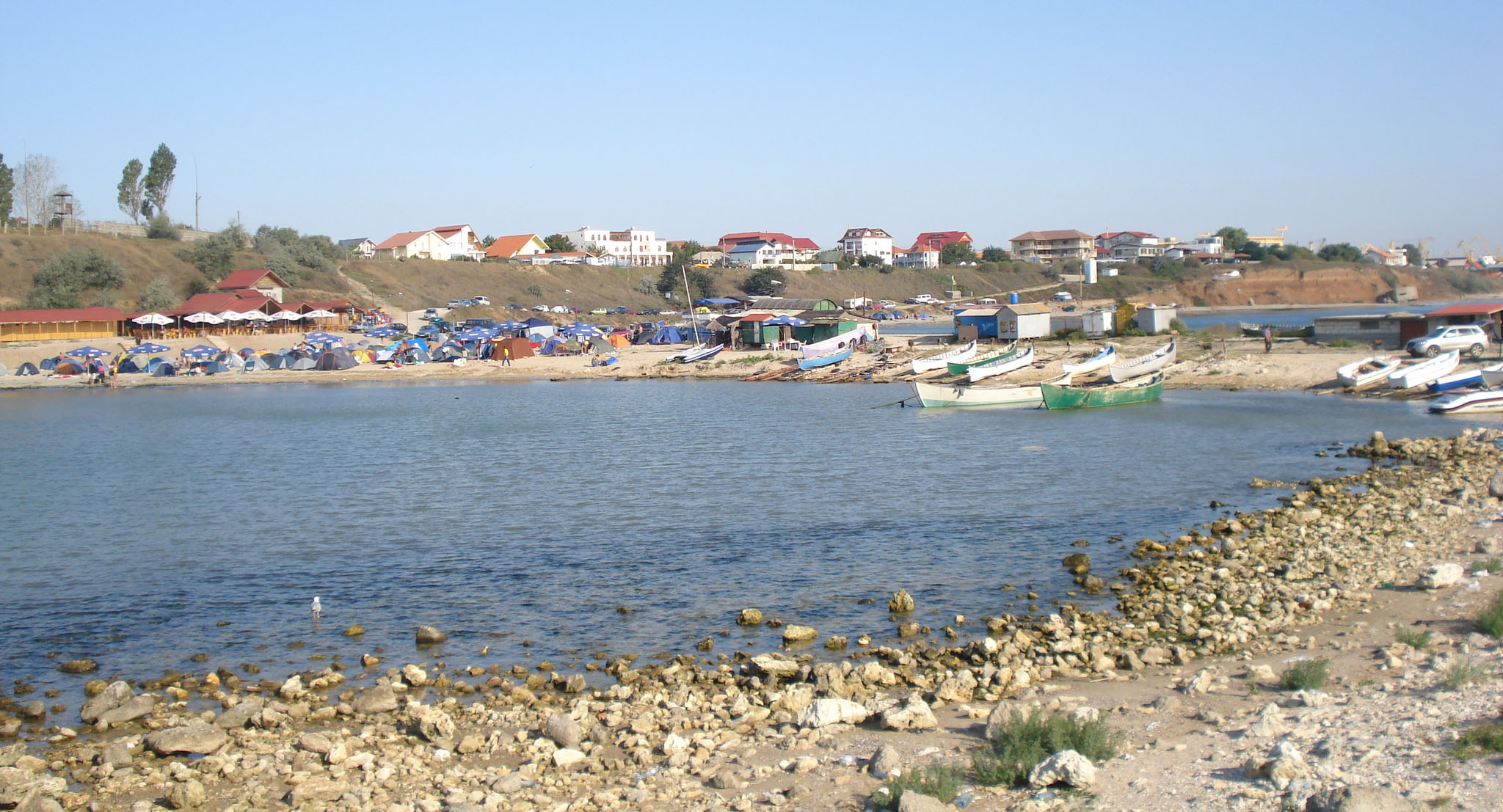
Die Schwarzmeerküste bei 2 Mai

2 Mai (ausgesprochen „doi mai“) ist ein Dorf im Kreis Constanța in der rumänischen Dobrudscha. Es ist Teil der Gemeinde Limanu.
Der Ort ist auch als Badeort an der Schwarzmeerküste bekannt.

## Geographische Lage
Der Ort 2 Mai liegt wenige Kilometer von der bulgarischen Grenze, zwischen Mangalia und Vama Veche, entfernt. Er besitzt keinen eigenen Bahnhof, doch der nächste liegt nur wenige Kilometer entfernt in Mangalia, mit dem die Ortschaft durch zahlreiche Buslinien verbunden ist.

## Geschichte
Der Ort wurde 1887 von Mihail Kogălniceanu gegründet und hieß zuerst Două Mai. Die ersten Siedler waren Russen aus Bukarest, Iași und Galați. Später kamen auch Lipowaner aus der Region Tulcea sowie Rumänen aus dem Kreis Argeș hinzu. Die Haupteinnahmequellen der Einheimischen sind der Fischfang, die Landwirtschaft und der Fremdenverkehr.
2 Mai ist für Touristen geeignet, die Dorftourismus dem Massentourismus vorziehen. Zusammen mit dem etwas weiter südlich gelegenen Dorf Vama Veche galt 2 Mai als Treffpunkt für Individualtouristen, Künstler, Nonkonformisten – inzwischen ist der Ort durch die Anziehungskraft dieses Rufes zwar kommerziell geworden, aber Camping am Strand ist nach wie vor erlaubt. Außerdem liegt hier ein ausgebauter Campingplatz. Die südliche Strandhälfte ist ein FKK-Strand, die nördliche für gewöhnliche Badegäste eingerichtet.

## Bevölkerung
Bei der Volkszählung 2002 wurden im Dorf 2 Mai 2248 Menschen registriert. 1847 davon waren Rumänen, 289 waren Lipowaner, 97 Tataren, sechs Türken und fünf davon bekannten sich als Magyaren.